# 3770 Nizami

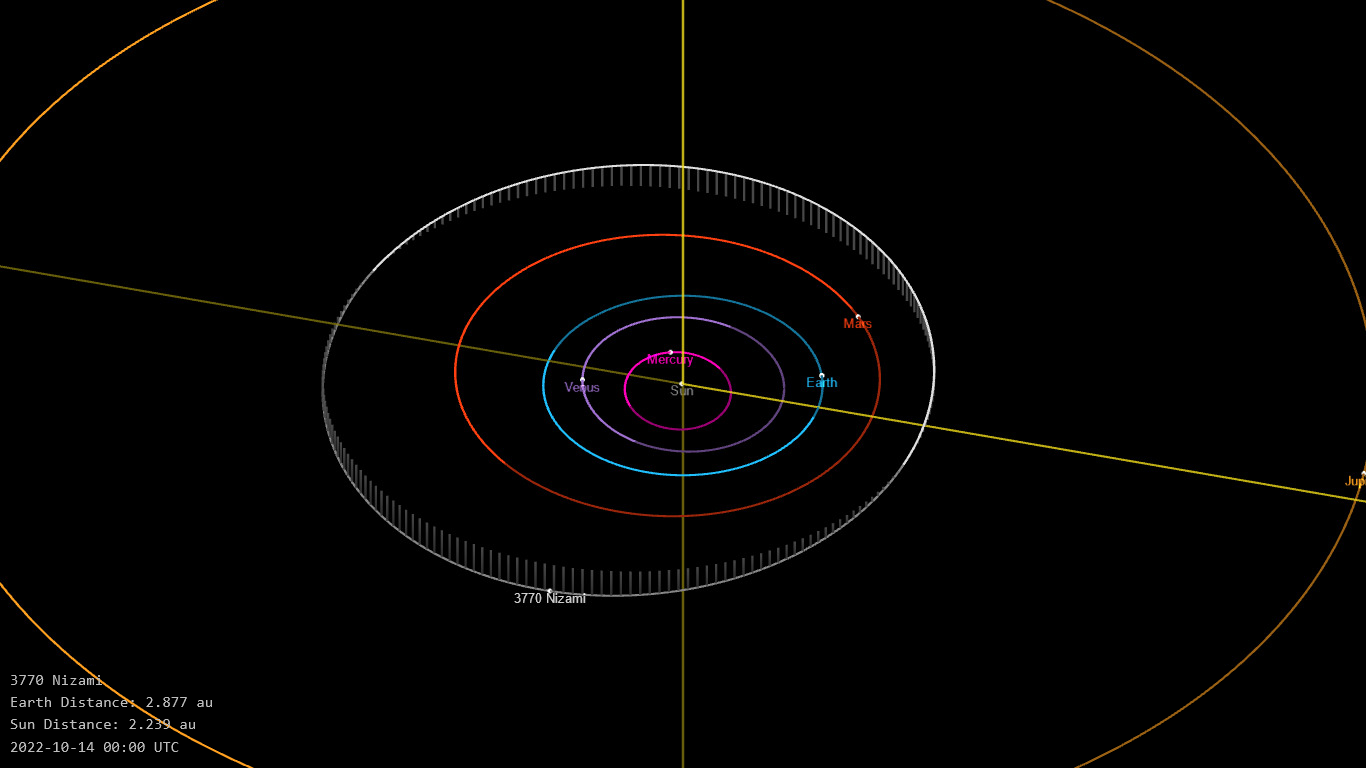
Orbita di 3770 Nizami

3770 Nizami è un asteroide della fascia principale. Scoperto nel 1974, presenta un'orbita caratterizzata da un semiasse maggiore pari a 2,1938535 UA e da un'eccentricità di 0,1797967, inclinata di 6,35334° rispetto all'eclittica.
L'asteroide è dedicato al poeta persiano di epoca medioevale Nizami Ganjavi .